# 劉虎 (北魏)
劉虎（4世纪？—417年），稽胡（山胡）人，南北朝初期北魏民變領袖之一。
魏明元帝神瑞二年（416年）三月，跟随河西胡白亞栗斯在上党（治安民县，今山西省襄垣县东北）起兵反魏，推白亞栗斯为大单于。四月，他被上黨胡人推為主，取代被胡眾所廢的白亞栗斯，並自稱率善王，曾擊退北魏公孫表的進攻，一時聲勢浩大。
次年九月，北魏再度以叔孫建為中領軍率軍討伐，胡眾不敵，与谋主司马顺宰逃走，劉虎於逃亡途中為隨從所殺。部众万余被杀，十万余人被俘。一说渡黄河东至陈留（今开封市东），为部下所杀。